# Ко Паньи
Ко Паньи (тайск. เกาะปันหยี, малайск. Pulau Panji) — рыбацкая деревня в провинции Пхангнга, Таиланд. Примечательна тем, что малайские рыбаки построили её на сваях. Население составляет 360 семей или 1685 человек, происходящих от двух семей мореплавателей-мусульман с Явы.

## История
Поселение Ко Паньи было основано в конце 18 века кочевым малайским рыбаком. На малайском языке Ко Паньи назывался Пулау Панджи. В то время, согласно местному закону, владеть землёй разрешалось исключительно людям тайского происхождения. Именно поэтому деревня, населённая преимущественно малайцами, была построена на сваях, в защищённой островами части бухты, что обеспечивало лёгкий доступ рыбакам. С увеличением благосостояния общества и развитием туристической индустрии в Таиланде покупка земли в Ко Паньи стала возможной, за чем последовало строительство первых объектов: мечети и колодца с пресной водой.

## Быт
В деревне есть мусульманская школа, которую посещают как девочки, так и мальчики. Она не даёт официально признанного образования, поэтому многие мальчики учатся в школах провинций Пхангнга или Пхукет. Эмиграция поощряется, поскольку поселение не может расширяться ввиду опасности затопления в сезон дождей. Мечеть на прилегающем острове удовлетворяет духовные потребности мусульманского населения, которое здесь преобладает, и служит координационным центром и местом встречи общины. 
Рынок, на который поступают товары с материка, продает предметы первой необходимости, такие как лекарства, одежду и туалетные принадлежности. Несмотря на рост туризма, жизнь на Ко Паньи по-прежнему связана с рыболовством, поскольку большинство туристов приезжает только в засушливый сезон.
В деревне есть плавучее футбольное поле. Вдохновленные чемпионатом мира 1986 года, дети построили его из обрезков дерева и рыбацких плотов, решили сформировать футбольную команду и участвовать в чемпионате школ Южного Таиланда. Когда команда дошла до полуфинала на внутреннем турнире и заняла второе место несмотря на то, что вторую половину матча ребята играли по привычке босиком, вся деревня увлеклась спортом. Было построено новое поле, хотя старое, деревянное, сохранилось и пользуется популярностью у туристов. По состоянию на 2011 год Panyee FC является одним из самых успешных молодёжных футбольных клубов Южного Таиланда, а мальчики, построившие поле в 1986 году, побеждали в молодёжных чемпионатах Южного Таиланда 2004, 2005, 2006, 2008, 2009 и 2010 годов. 
Рекламная кампания TMB Bank 2011 года включает в себя короткометражный фильм об истории команды, основанный на интервью с первыми игроками. Также в нём участвуют местные дети, восстанавливающие футбольное поле.

## Туризм
На исходе 20 века общине стало трудно существовать исключительно за счёт рыболовства, и местный почтальон предложил привлечь в деревню туристов. В настоящее время Ко паньи - одна из главных достопримечательностей туров по заливу Пхангнга с Пхукета, в которой часто делается остановка на обед. С увеличением числа туристов на острове появилось несколько ресторанов, специализирующихся на морепродуктах, а также многочисленные киоски, торгующие сувенирами. 
Ещё одно интересное место - старое поле легендарной футбольной команды. Деревня стала пит-стопом во время четвёртого этапа 19 сезона американского реалити-шоу The Amazing Race.

## Галерея

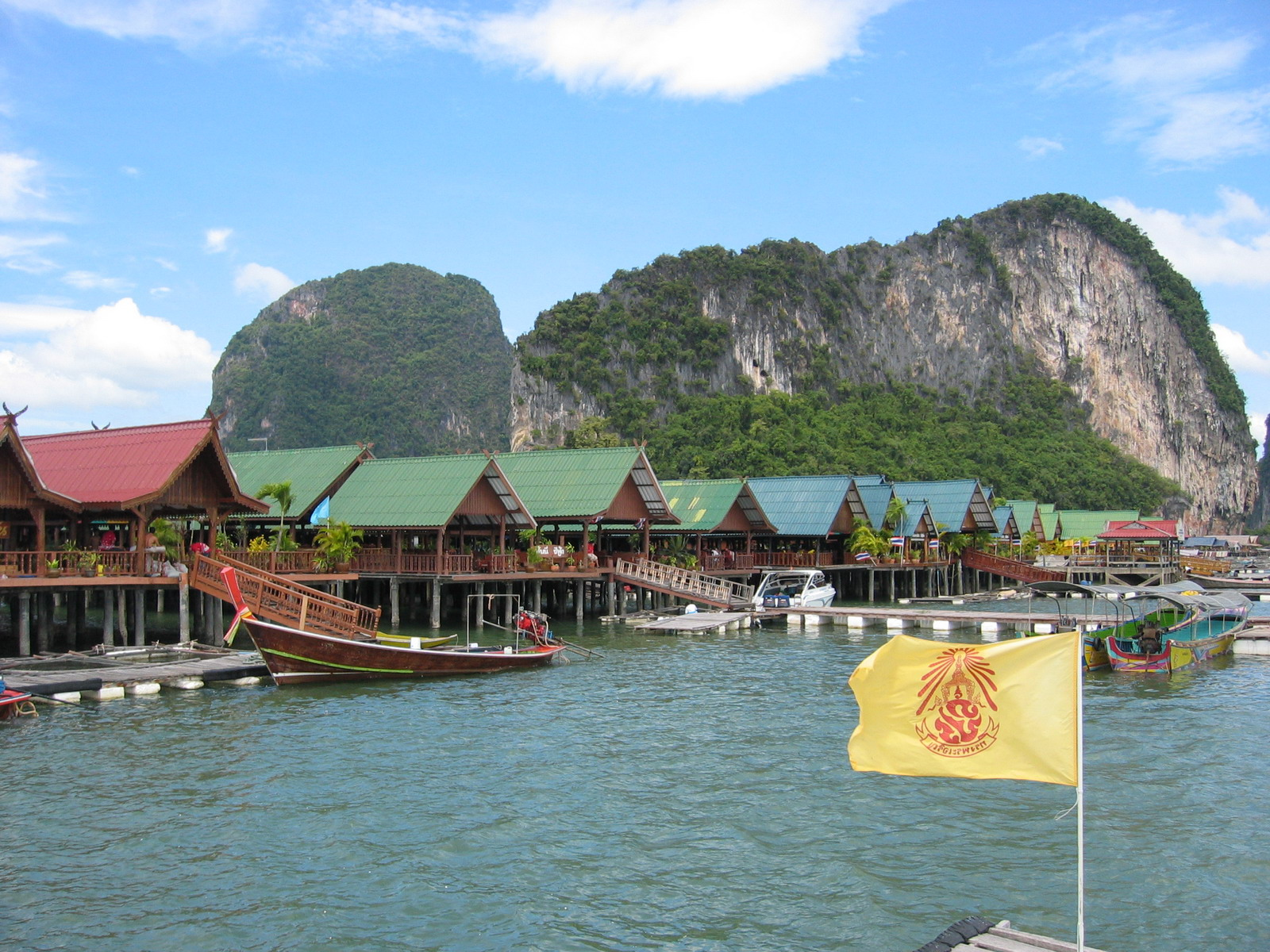
Вид на деревню
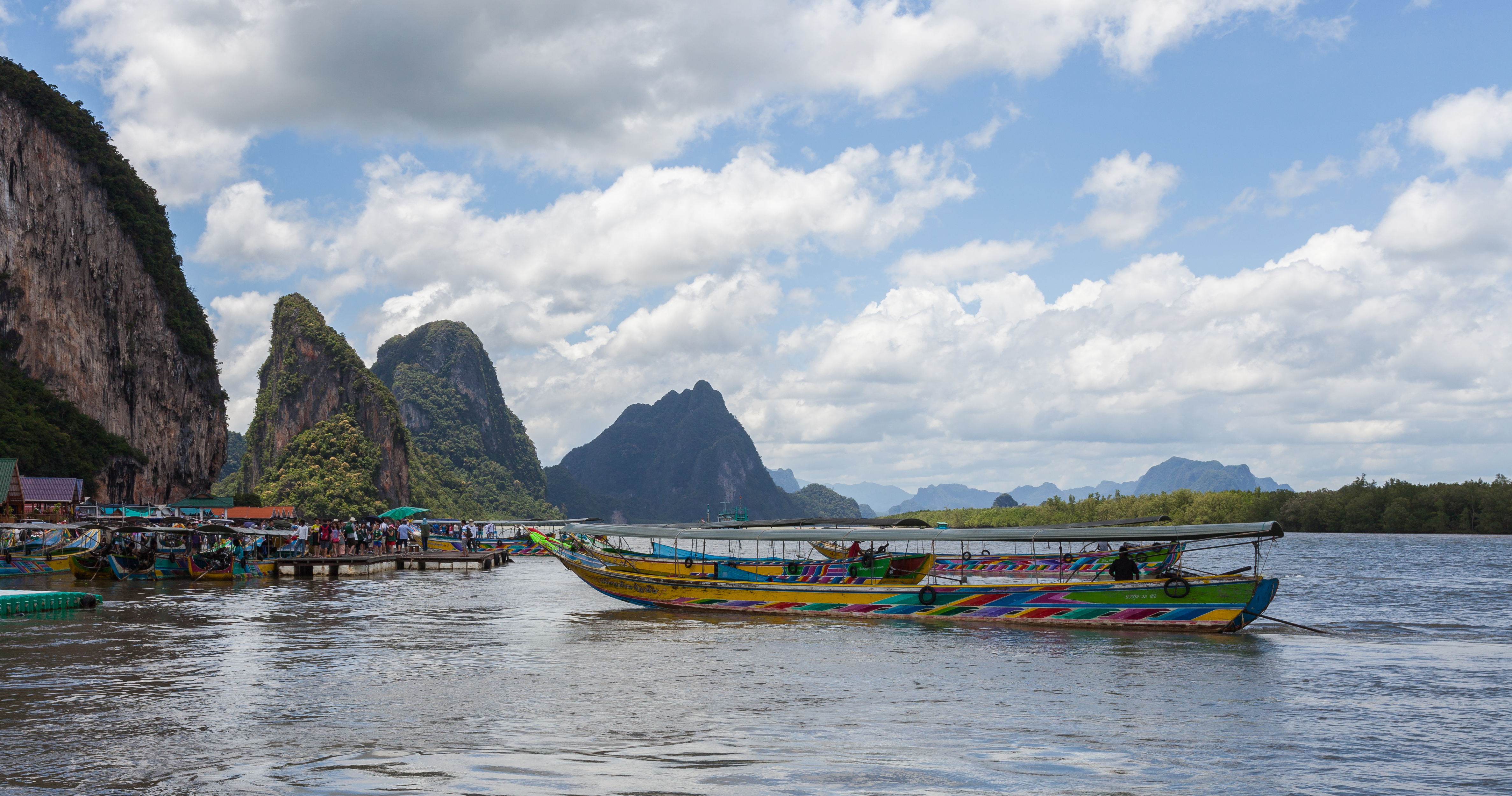
Вид на остров
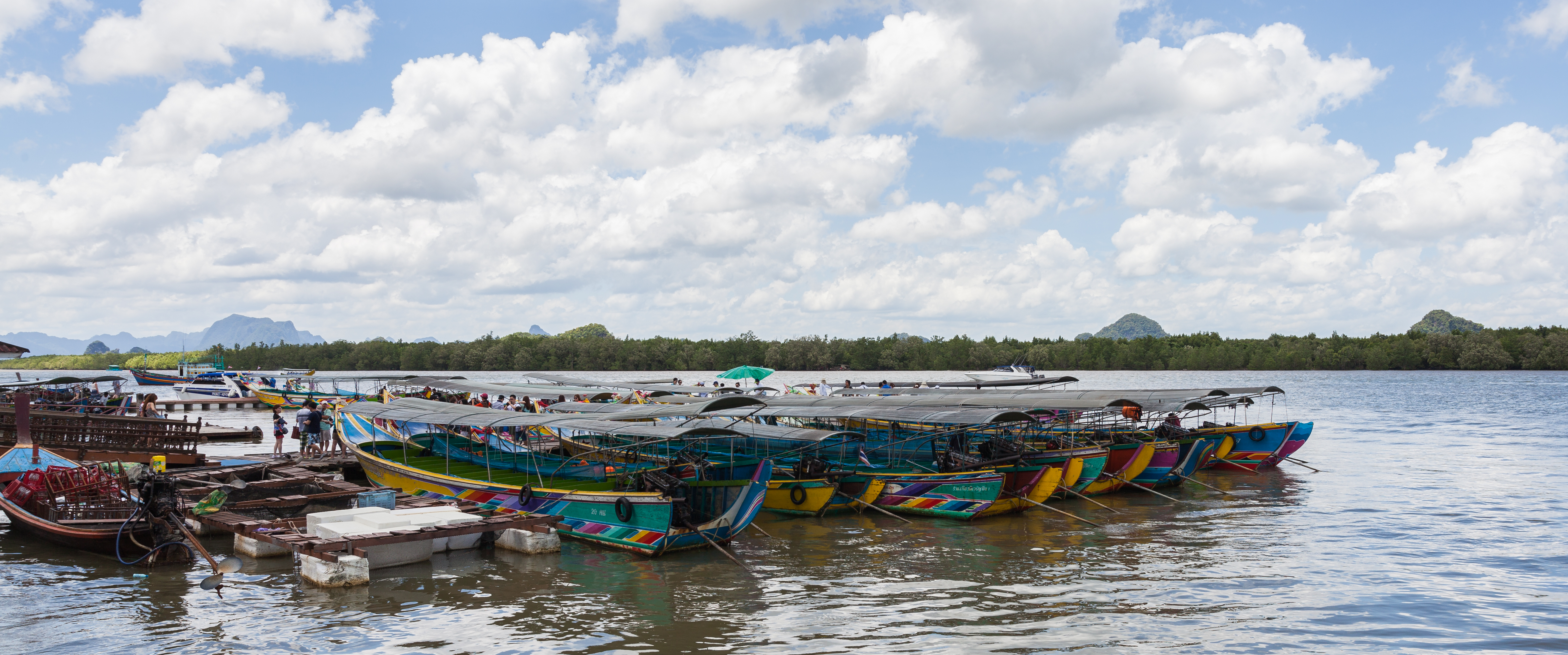
Пирс
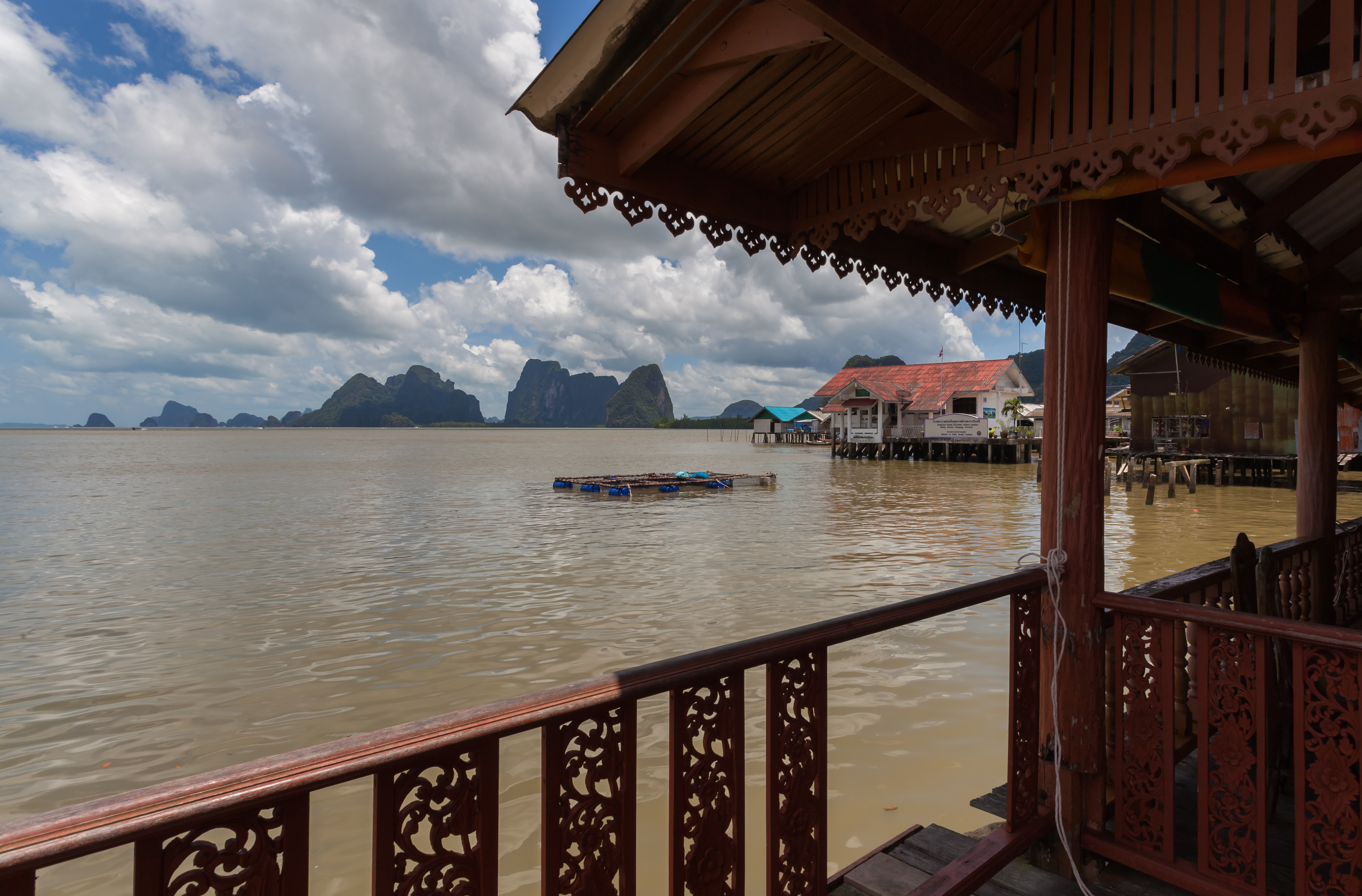
Вид с острова
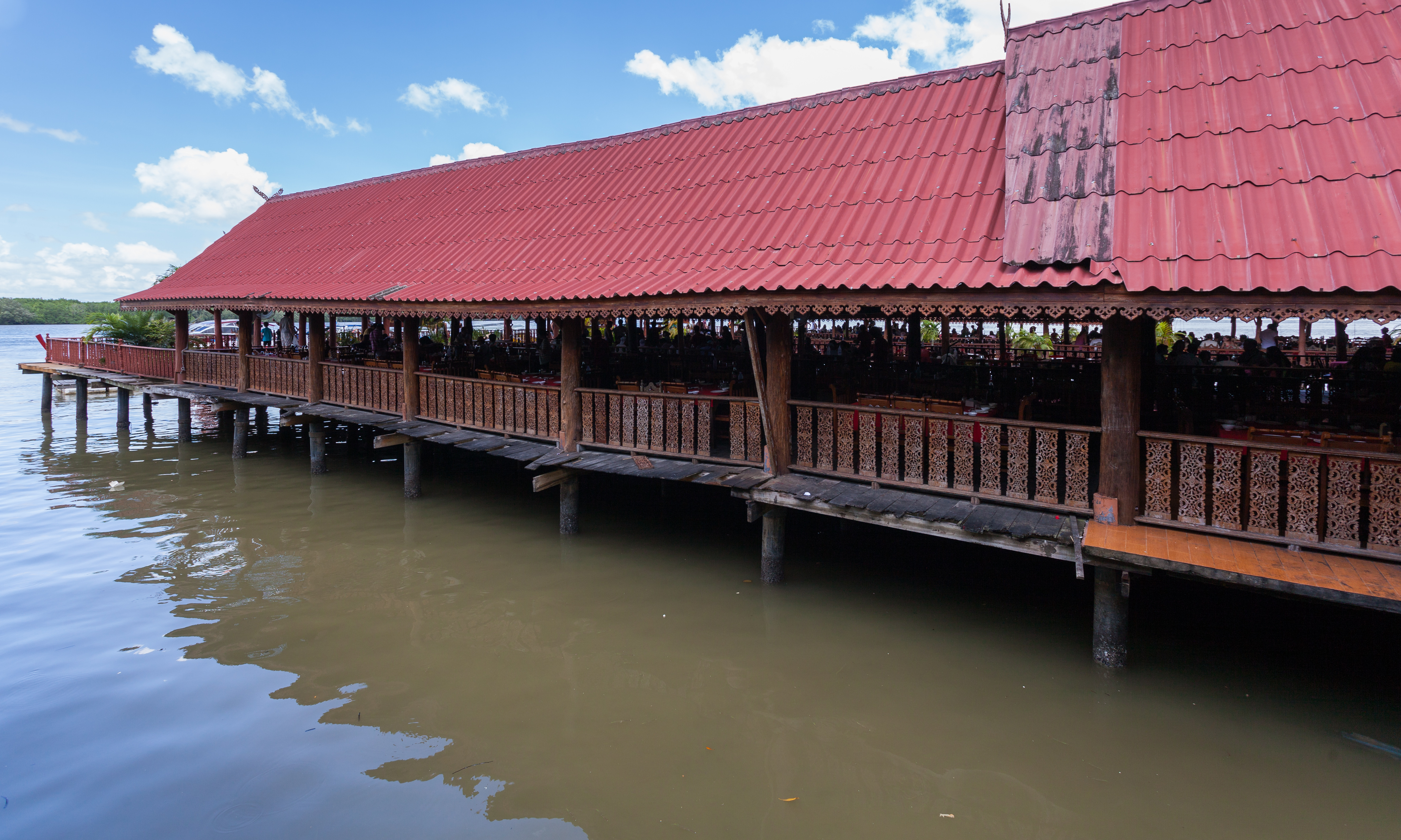
Ресторан над водой